# Водитель автобуса (фильм)
«Води́тель авто́буса» — советский художественный фильм 1983 года производства киностудии «Беларусьфильм». Фильм снят по мотивам повести Валентина Черных «Незаконченные воспоминания о детстве шофёра междугороднего автобуса». Транслировался по телевидению в двухсерийном варианте.

## Сюжет
Действие происходит в Белорусской ССР 22 июня 1982 года. Водитель междугородного автобуса, сорокасемилетний мужчина, ведёт свой «Икарус-250.58» с пассажирами по маршруту Минск — Брест. По пути он предаётся воспоминаниям о своём детстве, которое проходило во время войны. Он вспоминает, как погиб его отец — батальонный комиссар, как немецкие солдаты забрали и убили его мать, как колонны с беженцами и отступающими красноармейцами шли на Восток, как их бомбили немецкие самолёты. Вспоминает он и своего деда Кирилла, который, будучи старостой при немцах, выполнял задания партизан, но потом, не вынеся издевательств немцев над мирным населением, геройски погиб в стычке с карательным отрядом. Автобус при этом едет по местам, где водитель провёл всю войну, а потом долгое время жил.
Один из пассажиров, будучи рабочим на Севере, везёт в багажном отделении чемодан с заработанной немалой суммой (38 тысяч рублей). В связи с этим за автобусом следят бандиты на белой «Волге», а один из них является пассажиром этого автобуса. Вскоре сюжет фильма начинает разворачиваться в духе настоящего детектива.
Поздно вечером во время следования одному из пассажиров автобуса (профессору в возрасте, которого играет А. Масюлис) становится плохо — у него случается прободная язва. Его отвозят в ближайшую больницу. Водитель автобуса после этого узнаёт в одной из пассажирок Ядвигу Яновну, медсестру партизанского отряда (а ныне — врача крупной больницы, в которой он находился после смерти своей матери). Кроме того, в войну он спас её от смерти, когда убил немецкого солдата. Автобус едет далее, через некоторое время один из бандитов, ехавший в автобусе, выходит из салона, и вскоре бандиты под видом контрольно-ревизорской службы останавливают автобус, после чего отбирают чемодан с деньгами у пассажира с Севера и, оглушив водителя, уезжают.
Водитель с помощью одного из пассажиров — молодого лейтенанта-танкиста, только что окончившего училище и получившего отпуск перед отправкой на службу на Крайний Север, — догоняет «Волгу» с преступниками, таранит и опрокидывает её автобусом, и вместе они обезвреживают банду.
Виктор Тарасов исполнил в фильме две роли: водителя и его деда Кирилла.

## Отзывы
Юрий Богомолов отметил, что в фильме не удалось достичь диалога на равных между современностью и историей. В отзыве на фильм Нина Фрольцова отмечает его некоторую схематичность, стилистическую неровность в художественном решении некоторых сцен, нечётко очерченное чувство жанра и общей художественной структуры.

## Песня
19.42 — 21.12 «Я кручу, верчу баранку» («Отдохну совсем немного…»)

## В ролях
| Актёр                 | Роль                                                                         |
| --------------------- | ---------------------------------------------------------------------------- |
| Виктор Тарасов        | водитель «Икаруса» Семён Михайлович Александров и его дед Кирилл Александров |
| Серёжа Иванов         | маленький Семён                                                              |
| Дмитрий Харатьян      | лейтенант Дима                                                               |
| Тамара Дегтярёва      | Антонина                                                                     |
| Евгений Шутов         | Трофим                                                                       |
| Анатолий Рудаков      | партизан-подпольщик Осипов                                                   |
| Виктор Ильичёв        | Витя Жилкин                                                                  |
| Светлана Кузьмина     | Ядвига Яновна                                                                |
| Альгимантас Масюлис   | профессор                                                                    |
| Марина Пронина        | спутница профессора                                                          |
| Валентина Титова      | учительница                                                                  |
| Александр Аржиловский | спортсмен                                                                    |
| Наталья Стриженова    | блондинка Лена (Елена Васильевна)                                            |
| В. Карбая             | Георгий Мамеладзе                                                            |
| Марина Хазова         | Ольга                                                                        |
| Ирина Нарбекова       | Вера                                                                         |
| Марина Буримова       | студентка                                                                    |
| Нина Пискарёва        | Ася                                                                          |
| Павел Кормунин        | партизан Павел                                                               |
| Марина Яковлева       | Света                                                                        |
| Юрий Вутто            | Андрей                                                                       |
| Алексей Кожевников    | фотограф                                                                     |
| Надежда Бутырцева     | мать Семёна Анна                                                             |
| Геннадий Шкуратов     | отец Семёна Михаил                                                           |
| Виктор Уральский      | сосед по палате Александр Филиппович Середа                                  |
| Пётр Юрченков-старший | немецкий солдат                                                              |
| Сергей Приселков      | пассажир с магнитофоном                                                      |
| Нина Розанцева        | эпизод (нет в титрах)                                                        |
| Дмитрий Орловский     | ветеран                                                                      |
| Ростислав Шмырёв      | капитан милиции (2-я серия)                                                  |
| Александр Беспалый    | капитан                                                                      |

## Съёмочная группа
- Авторы сценария: Людмила Кожинова, Валентин Черных
- Режиссёр-постановщик: Борис Шадурский
- Оператор-постановщик: Анатолий Клеймёнов
- Художник-постановщик: Валерий Назаров
- Композитор: Вениамин Баснер
- Стихи М. Матусовский
- Исполнение песни «Дорожная песня»: Эдуард Хиль
- Звукооператор: Сергей Чупров
- Режиссёры: Л. Чижевская, А. Календа
- Оператор: Н. Сенько
- Художник по костюмам: Ф. Рабушко
- Художник-гримёр: Н. Сипегова
- Художник-декоратор: А. Перевеслов
- Монтаж: В. Анитипова
- Редактор: Р. Гущина
- Ассистенты:
  - режиссёра: Д. Иванов, А. Кожура, В. Донец, В. Пустовалов
  - оператора: В. Алакин, С. Горчаков
- Трюковые сцены в постановке Д. Шулькина.